# Jedlová u Poličky
Jedlová (deutsch Schönbrunn) ist eine Gemeinde in Tschechien. Sie liegt 16 Kilometer südwestlich der Stadt Svitavy und gehört zum Okres Svitavy.

## Geographie

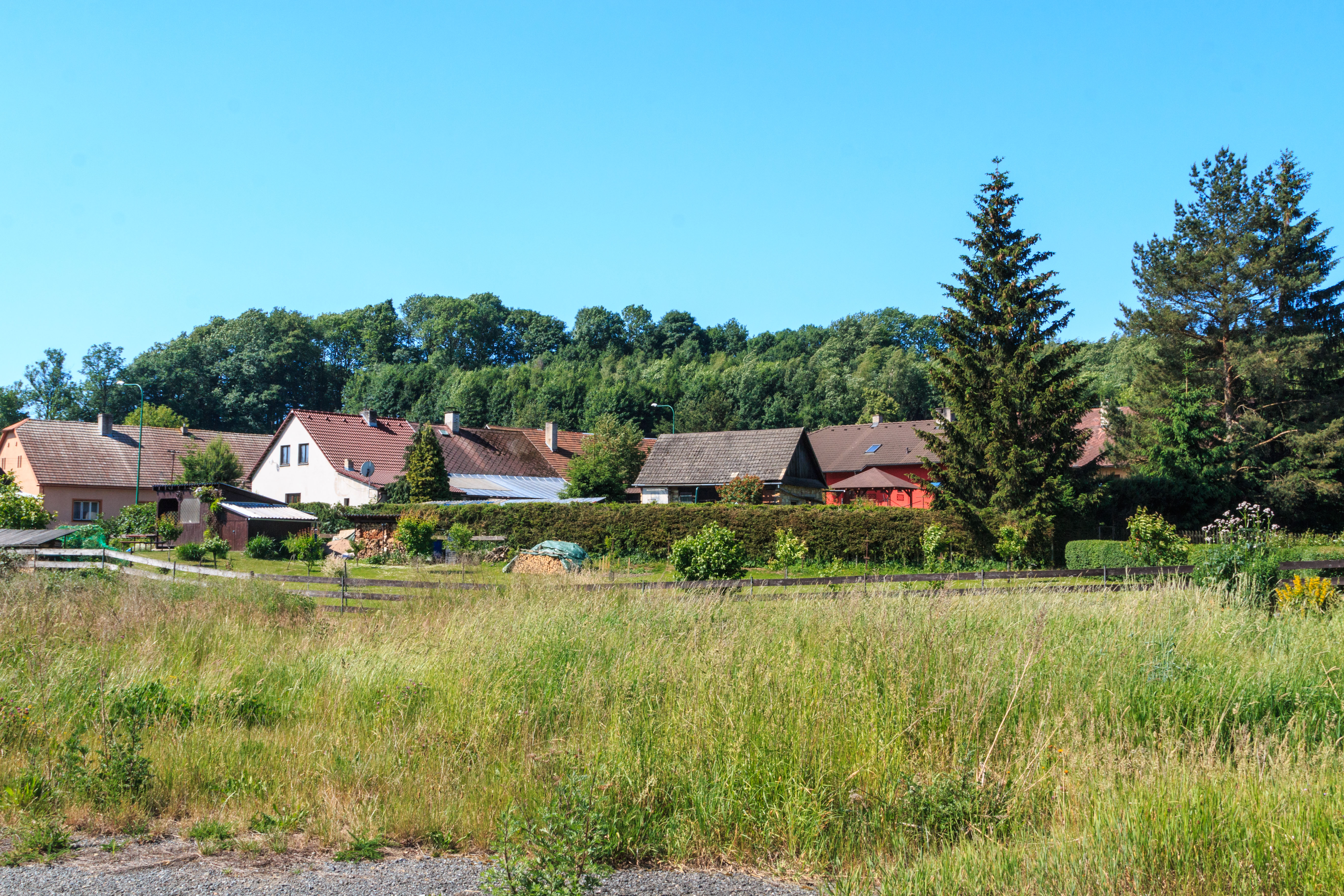
Häuser in Jedlová

Das Waldhufendorf erstreckt sich in der Böhmisch-Mährischen Höhe im Tal des Zlatý potok auf einer Länge von sechs Kilometern von Nordwest nach Südost. Nördlich erhebt sich der Baldský vrch (Findeis; 692 m), an dessen Fuße eine Kaskade von 17 Fischteichen angelegt ist. Nordöstlich erstreckt sich das ausgedehnte Areal des Maschinenbauunternehmens Poličské strojírny a.s.
Nachbarorte sind Modřec und Balda im Norden, Stašov im Nordosten, Rohozná im Osten, Hamry und Hartmanice im Südosten, Bystré und Nedvězí im Süden, Trhonice und Sedliště im Südwesten, Korouhev im Westen sowie Jelínek und Polička im Nordwesten.

## Geschichte
Der Ort entstand in der zweiten Hälfte des 13. Jahrhunderts zu Zeiten Ottokars II. Přemysl im Grenzwald zwischen Böhmen und Mähren. Erstmals urkundlich erwähnt wurde der Ort 1349 unter dem lateinischen Namen Pulcherfons (=Schönbrunn). Die ursprüngliche Pfarrkirche entstand zum Ende des 13. Jahrhunderts und wurde 1677 zu einer Filiale von Bistrau. Schönbrünn war eines der zur Burgherrschaft Svojanov gehörigen Dörfer. Bei der Herrschaftsteilung von 1557 gelangte Schönbrunn zum Laubendorfer Anteil. Im Jahre 1582 kam das Dorf im Zuge einer weiteren Besitzteilung zur Herrschaft Bystrau, bei der es bis zur Aufhebung der Patrimonialherrschaften verblieb.
Im 17. Jahrhundert wurde bei der Suche nach Gold am Westhang des Findeisberges eine Mineralquelle entdeckt. Franz Rudolph von Hohenems ließ 1740 an der Mineralquelle das erste Badehaus und ein Gasthaus errichten. Daraus entstand das Bad Waldbrunn, das später den Namen Goldbrunn erhielt. Nachfolgend entstand in Goldbrunn noch ein Schloss, das die Besitzer der Herrschaft nur für zeitweilige Badeaufenthalte nutzten.
Mit Mitteln des Religionsfonds wurde 1788 in Dittersbach eine eigene Pfarre eingerichtet. Von den Reichsgrafen von Hohenems erwarben 1828 die Freiherren von Langet Bistrau.
Ab 1850 bildete Schönbrunn/Jedlová mit den Ortsteilen Goldbrunn/Lázně Balda, Vierhöfen/Čtyří Dvory und Hammergrund/Hamry eine Gemeinde im Bezirk Polička. 1869 erfolgte die Umnutzung des Schlosses in Goldbrunn zu einem öffentlichen Badehaus. In den nachfolgenden Jahren florierte der Badebetrieb in Goldbrunn, und zu den Gästen gehörte u. a. Jaroslav Vrchlický. In der Nähe des alten Bades entstand mit dem Neuen Waldl/Nová Balda noch ein zweites Bad.
1910 wurde Hammergrund eigenständig.
1930 lebten in Schönbrunn 1.946 Menschen, von denen 1.869 der deutschen Volksgruppe angehörten. Nach dem Münchner Abkommen wurde das Dorf 1938 dem Deutschen Reich zugeschlagen und gehörte bis 1945 zum Landkreis Zwittau. 1939 hatte Schönbrunn 2.144 Einwohner. Nach dem Ende des Zweiten Weltkrieges wurden die deutschen Bewohner aus Jedlová vertrieben. Aus Schönbrunn kamen 1946 die ersten Vertriebenen nach Görwihl im Schwarzwald. Insgesamt fanden dort bis Anfang der 1950er-Jahre 50 Personen ein neues Zuhause.
Zu dieser Zeit erlosch auch der Badebetrieb in Balda, und der Ort verlor seinen Status als Ortsteil. Die Anlagen das Bades Zlatá studna Balda verwahrlosten, und zwischen 1946 und 1947 wurden einige Gebäude, darunter das frühere Schloss abgerissen. Im Zuge der Gebietsreform wurde der Okres Polička zum 1. Jänner 1961 aufgelöst, seitdem gehört Jedlová zum Okres Svitavy und Balda wurde eingemeindet.

## Gemeindegliederung
Für die Gemeinde Jedlová sind keine Ortsteile ausgewiesen. Sie besteht aus den Ortslagen Dolní Jedlová (Unter Schönbrunn), Horní Jedlová (Ober Schönbrunn) sowie den Weilern Čtyří Dvory (Vierhöfen) und Šest Chalup (Sechshäuser).

## Sehenswürdigkeiten
- Kirche Mariä Heimsuchung, der frühgotische Bau entstand zum Ende des 13. Jahrhunderts
- Pfarrhaus
- Statue Ecce homo am Weg nach Bystré